# كسر الجمجمة
كسر الجمجمة هو كسر في واحد أو أكثر من العظام الثمانية التي تشكل الجزء القحفي من الجمجمة، وعادةً ما تحدث نتيجة صدمة قوية حادة. إذا كانت قوة التأثير مفرطة، قد تُكسَر العظام في أو بالقرب من موقع الأثر وتسبب ضررًا على التراكيب داخل الجمجمة مثل الأغشية والأوعية الدموية، والدماغ.
رغم أن كسر الجمجمة غير الشديد يمكن أن يحدث دون الأضرار الجسدية أو العصبية المرتبطة بها، إلا أن أي ضربة كبيرة على الرأس قد تؤدي إلى ارتجاج، مع أو بدون فقدان الوعي.
تقطع الكسور بالاقتران مع التمزق المفرط بشرة الجلد والسحايا، أو قد تمر عبر الجيوب الأنفية وهياكل الأذن الوسطى، مما يجعل البيئة الخارجية على اتصال مع تجويف الجمجمة ويُسمَّى كسر مركب. يمكن أن تكون الكسور المركبة نظيفة أو ملوثة.
هناك أربعة أنواع رئيسية من كسور الجمجمة:
- خطي
- منخسف أو خفيض
- انفراقي دياستازي
- قاعدي

الكسور الخطية هي الأكثر شيوعًا، وعادةً لا تتطلب أي تدخل للكسر نفسه. بينما الكسور المنخسفة عادةً ما تكون مفتتة، مع أجزاء مكسورة من العظام نازحة إلى الداخل، وقد تتطلب التدخل الجراحي لإصلاح تلف الأنسجة الكامنة. تُوسِّع الكسور الانفراقية دروز الجمجمة وعادةً ما تؤثر على الأطفال دون سن الثالثة. وتكون الكسور القاعدية في عظام قاعدة الجمجمة.

## القِحف العصبي

منظر جانبي لجمجمة بشرية يُظهر عظام القحف (الألوان).

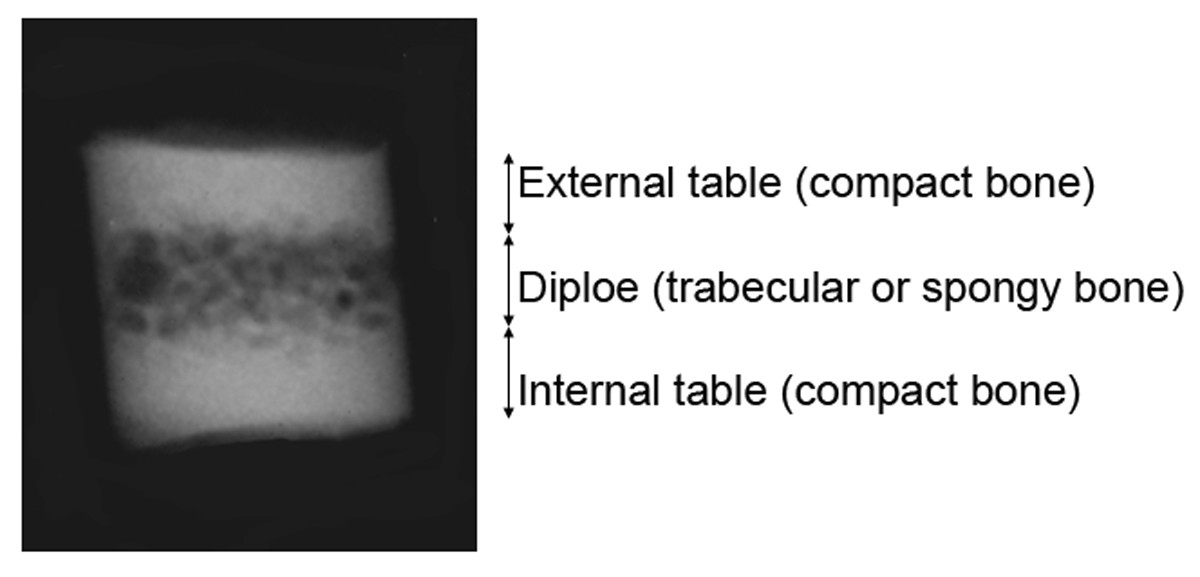
طبقات العظام الثلاثة في الجمجمة.

تنقسم الجمجمة البشرية تشريحيًا إلى جزأين: القحف العصبي، الذي شكَّله ثمانية عظام من الجمجمة والتي تعمل على حماية الدماغ، والهيكل العظمي للوجه (قحف حشوي) ويتألف من أربعة عشر عظمة، ليس منهم عظام الأذن الداخلية الثلاث. يعني مصطلح كسر الجمجمة عادةً كسور القحف العصبي، في حين أن كسور الجزء الوجهي من الجمجمة هي كسور في الوجه، أو إذا كان الفك مكسورًا، فهو كسر الفك السفلي.
تنفصل عظام الجمجمة الثمانية عن طريق الدروز إلى: عظم أمامي واحد، وعظمين جداريين، وعظمين صدغيين، وعظم قذالي واحد، وعظم ودي واحد، وعظم غربالي واحد.
تكون عظام الجمجمة في ثلاث طبقات: الطبقة الصلبة المصمتة الخارجية (الصفيحة الظاهرة)، والنسيج العظمي الرخو بين الصفيحتين العظميتين للجمجمة (طبقة إسفنجية من نخاع العظم الأحمر في الوسط، وطبقة مدمجة داخلية (صفيحة داخلية).
يكون سُمْك الجمجمة متغيرًأ، اعتمادًا على الموقع. وبالتالي فإن الأثر الصادم المطلوب ليتسبب في الكسر يعتمد على موقع الأثر. الجمجمة سميكة عند المَقْطب، والنتوء القذالي الخارجي، وعظم الخُشَّاء، والنتوء الزاوي الخارجي. لا يوجد لمناطق الجمجمة التي يتم تغطيتها بالعضلات نسيج عظمي رخو بين الصفيحة الداخلية والخارجية، مما يجعله عظم رقيق أكثر عرضة للكسور.
تحدث كسور الجمجمة بسهولة أكبر في العظم الحرشفي الرقيق الصدغي والجداري، والجيب الوتدي، والثقبة العظمى (فتحة قاعدة الجمجمة التي يمر بها الحبل الشوكي)، والحرف الصدغي الصخري، والأجزاء الداخلية من الأجنحة الوتدية في قاعدة الجمجمة. الحفرة القحفية الوسطى هي انخفاض في قاعدة تجويف الجمجمة يشكل أنحف جزء من الجمجمة، وبالتالي أضعف جزء. تضغف هذه المنطقة من القحف أيضًا بسبب وجود ثقوب متعددة ونتيجة لذلك، يزداد خطر كسور قاع الجمجمة. من المناطق الأخرى الأكثر عرضة للكسور هي الصفيحة المصفوية، وسقف الحجاج في الحفرة القحفية الأمامية، والمناطق بين الخشاء والجيوب الوريدية الجافوية في الحفرة القحفية الخلفية.

## الكسر الخطي
كسور الجمجمة الخطية هي كسور في العظام تعبر السُّمْك الكامل للجمجمة من الطبقة الخارجية إلى الطبقة الداخلية. وعادة ًما تكون مستقيمة إلى حد ما دون أي نزوح للعظام. السبب الشائع للإصابة هو صدمة قوية حادة حيث ينتقل تأثير الطاقة على مساحة واسعة من الجمجمة.
عادةً ما تكون كسور الجمجمة الخطية ذات أهمية سريرية صغيرة إلا إذا كانت موازية على مقربة أو عابرة لأحد الدروز، أو أنها تشمل أخدود جيب وريدي أو قناة أوعية دموية. ويمكن أن تشمل المضاعفات الناتجة انفراق درزي، وتخثر جيبي وريدي، وورم دموي فوق الجافية. وعلى الرغم من أنها نادرة في الأطفال الصغار، هناك إمكانية لحدوث كسر الجمجمة المتنامية خاصةً إذا كان الكسر في العظم الجداري.

## كسور الجمجمة المنخسفة
كسور الجمجمة المنخسفة هي نوع من الكسر عادةً ما ينتج عن صدمة قوية حادة، مثل ضربة بمطرقة أو صخرة في الرأس. هذه الأنواع من الكسور-التي تحدث في 11٪ من إصابات الرأس الشديدة- هي كسور مفتتة تتحرك فيها العظام المكسورة إلى الداخل. تشكل كسور الجمجمة المنخسفة خطرًا كبيرًا لزيادة الضغط على الدماغ، أو نزيف الدماغ الذي يسحق الأنسجة الحساسة.
يحدث كسر الجمجمة المنخسف المركب عندما يكون هناك تهتُّك على الكسر، فيصبح تجويف الجمجمة الداخلية في اتصال مع البيئة الخارجية، مما يزيد من خطر التلوث والعدوى، وتمزُّق الأم الجافية. قد تتطلب كسور الجمجمة المنخسفة رفع العظام من الدماغ إذا كانت ضاغطة عليه من خلال ثقب في الجمجمة.

## كسر الجمجمة الانفراقي

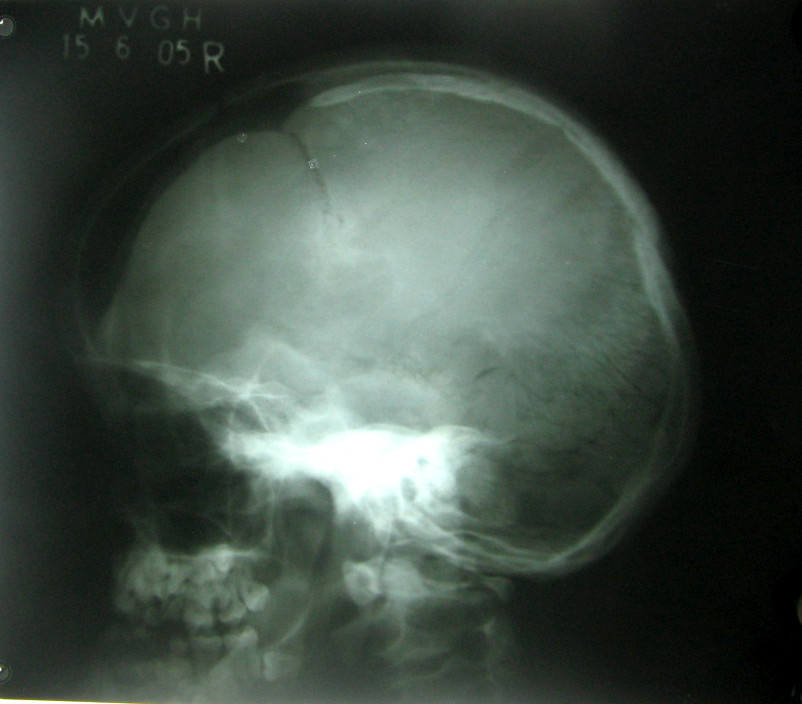
تشوهات الجمجمة في خلل التنسج الترقوي القحفي بما في ذلك الدروز الانفراقية.

تحدث الكسورالانفراقية عندما يعبر خط الكسر واحدًا أو أكثر من دروز الجمجمة مما يتسبب في اتساع الدرز. في حين أن هذا النوع من الكسر عادةً ما يحدث في الرضع والأطفال الصغار إلا أنه يمكن أن يحدث أيضًا في البالغين. عندما يحدث كسر انفراقي في البالغين فإنه عادةً ما يؤثر على الدرز اللَّاميّ إذ لا يلتئم هذا الدرز تمامًا في البالغين حتى حوالي سن الستين.
يمكن أن تحدث الكسور الانفراقية مع أنواع مختلفة من الكسور، ومن الممكن أيضًا أن تحدث دون كسر مصاحب. قد تحدث كذلك هذه الكسور في مختلف الاضطرابات الخلقية مثل خلل التنسج التَّرقُوي القِحفي وتكوُّن العظم الناقص.

## كسر قاع الجمجمة

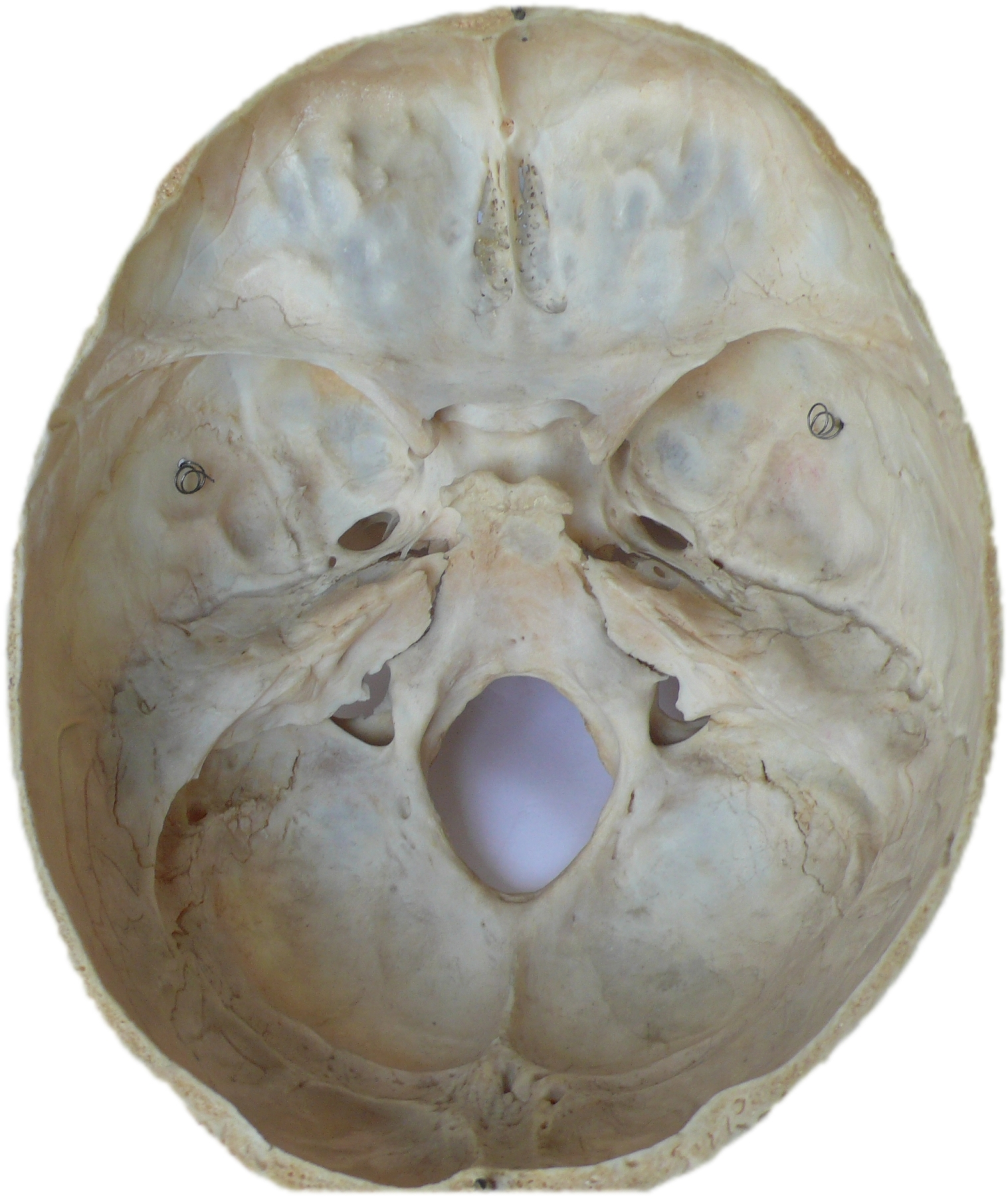
منظر علوي لقاعدة الجمجمة.

كسور الجمجمة القاعدية هي كسور خطية تحدث في أرضية الجمجمة (قاعدة الجمجمة)، وتتطلب المزيد من القوة للإصابة عن المناطق الأخرى من القحف العصبي. وبالتالي فهي نادرة، تحدث في 4٪ فقط من المرضى المصابين إصابة شديدة.
الكسور القاعدية لها علامات مميزة: دم في الجيوب الأنفية، وتسرُّب سائل واضح يسمى السائل النخاعي (CSF) من الأنف أو الأذن. غالبًا تُسمَّى الكدمات حول الحجاج «عيون الراكون» (كدمات مدارات العيون التي تنتج عن تجمع الدم هناك عندما يتسرب من موقع الكسر). وكدمات خلف الأذن المعروفة باسم «علامة باتل» (كدمات على الخشاء).

## كسر الجمجمة المتزايد
كسر الجمجمة المتزايد المعروف أيضًا باسم تآكل القحف المخي أو كيسة السحايا الرقيقة بسبب التطور المعتاد لكتلة كيسية مليئة بالسائل النخاعي، وهو أحد المضاعفات النادرة لإصابة الرأس عادة ما يكون مصحوبًا مع كسور الجمجمة الخطية في العظم الجداري في الأطفال دون سن الثالثة، وقد ذُكِر في الأطفال الأكبر سنًا في مناطق غير نمطية من الجمجمة مثل الجزء الخلفي من قاعدة الجمجمة مع أنواع أخرى من الكسور. ويتميز بتوسُّع انفراقي للكسر.
ترتبط عوامل مختلفة بحدوث كسر الجمجمة المتزايد. والعامل المسبب الأساسي هو قطع الأم الجافية. يكبر كسر الجمجمة بسبب النمو الفسيولوجي السريع للدماغ الذي يحدث في الأطفال الصغار، وبسبب نبضات السائل النخاعي في كيسة السحايا الرقيقة.

### فلق القحف
عادةً ما يحدث كسر الجمجمة كفلق في القحف مع الإصابات الخطيرة في الرضع أقل من سنة من العمر، وهو كسر مغلق في الجمجمة، انفراقي مع طرد الدماغ خارج الطبقة الخارجية للجمجمة تحت فروة الرأس السليمة.
ويرتبط تورم فروة الرأس الحاد مع هذا النوع من الكسر. في الحالات الملتبسة دون تورم فروة الرأس الفوري؛ يمكن إجراء التشخيص عن طريق استخدام التصوير بالرنين المغناطيسي وبالتالي تأمين المزيد من العلاج الفوري وتجنب حدوث «كسر الجمجمة المتنامي».

## كسر الجمجمة المركب

تحدث كسور الجمجمة المركبة عندما يتم اختراق جميع الطبقات التي تحمي الدماغ من البشرة إلى السحايا مما يسمح الاتصال البيئي الخارجي مع تجويف الجمجمة.

يقطع الكسر بالاقتران مع التمزق المفرط بشرة الجلد والسحايا - أو يمر عبر الجيوب الأنفية وهياكل الأذن الوسطى، مما يجعل البيئة الخارجية على اتصال مع تجويف الجمجمة - وهو كسر مركب.
قد تكون الكسور المركبة نظيفة أو ملوثة. وقد يدخل الهواء إلى القحف (استرواح الرأس) في كسور الجمجمة المركبة.
أخطر مضاعفات كسور الجمجمة المركبة هي العدوى. وتشمل عوامل الخطر المتزايدة للعدوى: التلوث المرئي، وتمزق السحايا، وشظايا العظام والحضور للعلاج بعد أكثر من ثماني ساعات من الإصابة الأولية.

## كسر الجمجمة المركب المرتفع
كسر الجمجمة المركب المرتفع هو نوع نادر من كسر الجمجمة حيث ترتفع العظام المكسورة فوق الطبقة الخارجية السليمة للجمجمة، وهذا النوع من كسر الجمجمة دائمًا مركب. ويمكن أن يحدث خلال الإصابة بسلاح حيث تخترق الضربة الأولي الجمجمة والسحايا الكامنة، وعند سحب السلاح، يرفع السلاح الجزء المكسور من الجمجمة إلى الخارج، أو قد يحدث أثناء نقل المريض بعد إصابة الرأس الأولية المركبة.

## العجز العصبي في كسور الجمجمة
يُشار لوجود ارتجاج أو كسر في الجمجمة في المرضى الذين يعانون من الإصابة دون نزيف داخل الجمجمة أو العجز العصبي البؤري في الإعاقات الإدراكية طويلة الأجل.
وفي دراسة لمرضى غرفة الطوارئ المشتبه في إصابتهم بإصابات مغلقة في الرأس، أظهر الاختبار العصبي النفسي والتصوير المقطعي المحوسب بنتائج طبيعية. لم يختلف المرضى في درجات إصابة الرأس المغلقة.
وقد تبين أن أولئك الذين يعانون من كسر الجمجمة لديهم خلل عصبي نفسي، حتى في غياب التأثيرات التشريحية داخل الجمجمة أو اضطرابات الوعي.